# 더스틴 우드

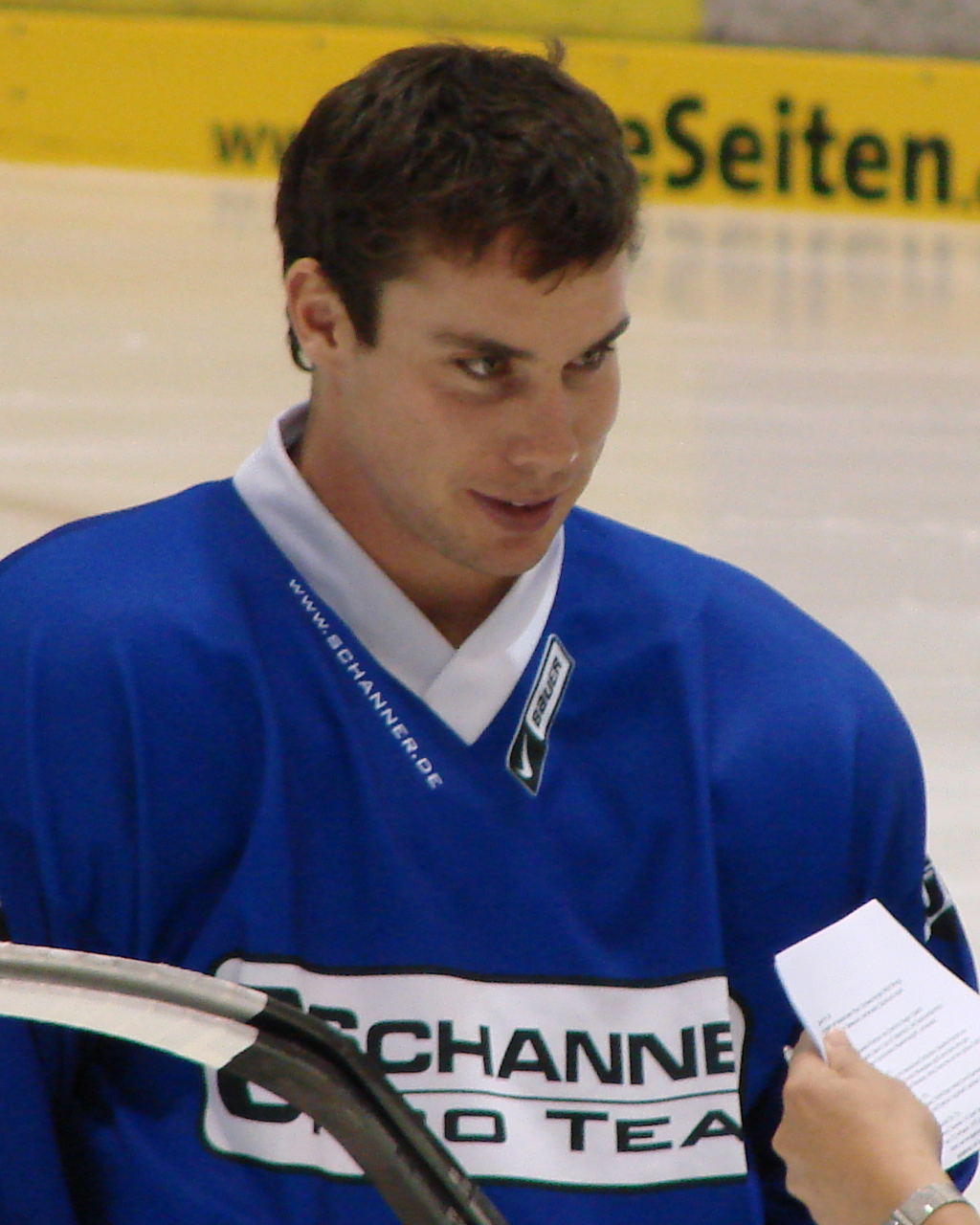
더스틴 우드

더스틴 우드(영어: Dustin Wood, 1981년 5월 21일 ~ )는 캐나다의 아이스하키 수비수로 2009년부터 2011년까지 HL 안양 소속으로 활약하였다.
187cm에 95kg의 다부진 체격으로 두 시즌을 독일의 최고리그인 DEL에서 활약했으며, 북미시절에는 대부분 NHL의 마이너리그인 AHL에서 활약했다.
이후 2009-10 시즌 초인 2009년 10월 안양 한라 수비수인 존 아가 탈장수술로 전력에서 이탈하자 긴급히 영입되었고, 아의 빈자리를 메우기 위해 당초 3개월 단기 계약을 체결했지만 시즌 후반 부주장 수비수 브래드 패스트가 무릎부상으로 시즌을 마감을 하는 바람에 자연스럽게 팀에 잔류했다. 2009-10 시즌 총 33경기에 출전해 6골 14도움 20포인트, +/-부문에서 무려 +27을 기록했다. 포스트 시즌에서도 맹활약한 그는 9경기 모두 출전, 7도움, +6을 올리면서 구단의 사상 첫 우승에 공헌하였다.
이후 2011년 여름 잉글랜드의 코번트리 블레이즈로 이적했으며, 한 시즌 뒤 카자흐스탄의 아리스탄 테미르타우로 팀을 옮겼다.

## 개인 통산 기록
| 1998–99  | 피터버러 페츠              | OHL      | 62  | 1  | 8  | 9  | 14  | 5  | 0 | 0 | 0 | 0  |
| 1999–00  | 피터버러 페츠              | OHL      | 66  | 2  | 13 | 15 | 29  | 5  | 0 | 1 | 1 | 0  |
| 2000–01  | 피터버러 페츠              | OHL      | 64  | 5  | 20 | 25 | 41  | 7  | 0 | 3 | 3 | 11 |
| 2001–02  | 피터버러 페츠              | OHL      | 68  | 13 | 38 | 51 | 57  | 6  | 2 | 1 | 3 | 4  |
| 2002–03  | 트렌턴 타이탄즈            | ECHL     | 63  | 4  | 23 | 27 | 28  | 3  | 0 | 1 | 1 | 2  |
| 2002–03  | 브리지포트 사운드 타이거스 | AHL      | 6   | 0  | 0  | 0  | 2   | —  | — | — | — | —  |
| 2003–04  | 애디론댁 아이스호크스      | UHL      | 1   | 0  | 0  | 0  | 0   | —  | — | — | — | —  |
| 2003–04  | 스프링필드 팰컨스          | AHL      | 75  | 2  | 6  | 8  | 22  | —  | — | — | — | —  |
| 2004–05  | 유타 그리즐리스            | AHL      | 80  | 2  | 8  | 10 | 39  | —  | — | — | — | —  |
| 2005–06  | 휴스턴 에어로즈            | AHL      | 64  | 1  | 6  | 7  | 48  | —  | — | — | — | —  |
| 2005–06  | 시라큐스 크런치            | AHL      | 14  | 0  | 3  | 3  | 14  | 6  | 0 | 0 | 0 | 8  |
| 2006–07  | 매니토바 무스              | AHL      | 62  | 4  | 12 | 16 | 36  | 13 | 0 | 1 | 1 | 0  |
| 2007–08  | ERC 잉골슈타트             | DEL      | 53  | 4  | 9  | 13 | 73  | 3  | 2 | 1 | 3 | 0  |
| 2008–09  | 카셀 후스키스              | DEL      | 52  | 3  | 7  | 10 | 78  | —  | — | — | — | —  |
| 2009–10  | 안양 한라                  | ALIH     | 33  | 6  | 14 | 20 | 36  | 9  | 0 | 7 | 7 | 14 |
| 2010–11  | 안양 한라                  | ALIH     | 36  | 3  | 9  | 12 | 45  | 4  | 0 | 1 | 1 | 6  |
| AHL 통산 | AHL 통산                   | AHL 통산 | 301 | 9  | 35 | 44 | 161 | 19 | 0 | 1 | 1 | 8  |

## 경력
2009-2010
- 아시아리그 아이스하키 챔피언

2010-2011
- 아시아리그 아이스하키 챔피언

## 참고 문서
- Wood Re-Signs with Halla May 28, 2010
- "Asia League crowns first Korean champion" nhl.com, April 7, 2010
- "Korean team writes history" IIHF.com, March 30, 2010
- 안양 한라 공식 홈페이지